# Pseudanophthalmus desertus
Pseudanophthalmus desertus är en skalbaggsart som beskrevs av Krekeler. Pseudanophthalmus desertus ingår i släktet Pseudanophthalmus och familjen jordlöpare. Inga underarter finns listade i Catalogue of Life.